# سنجاق سینه

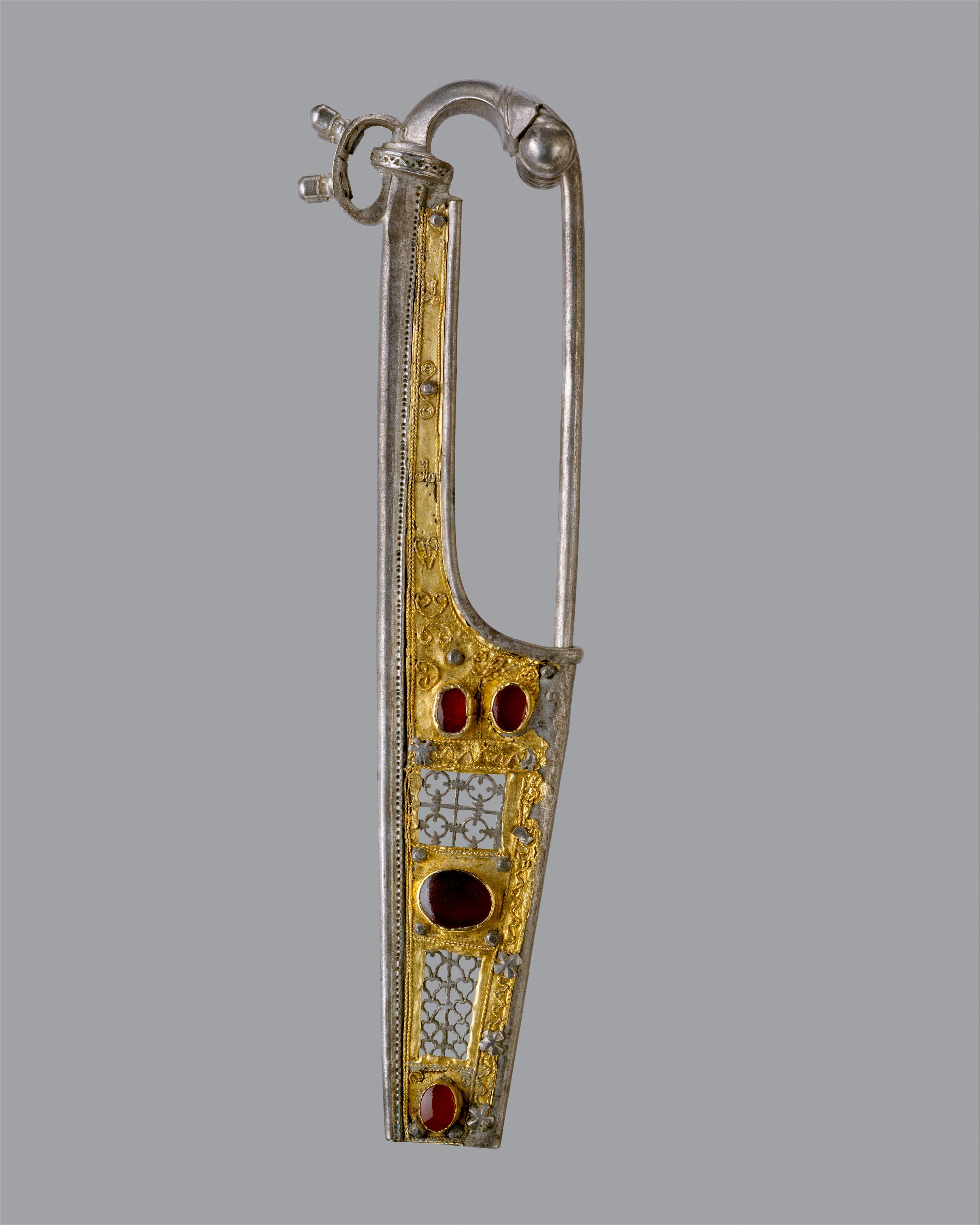
سنجاق‌سینه به شکل بال، قرن دوم پس از میلاد، موزهٔ هنر متروپولیتن

سنجاق سینه (به انگلیسی: Brooch) یک گیره طراحی شده با جواهرات تزئینی است که به لباس متصل می‌شود. این گیره معمولاً از فلز، اغلب نقره یا طلا یا گاهی برنز یا برخی از مواد و فلزات دیگر ساخته می‌شود.
سنجاق سینه غالباً با مینای دندان یا با سنگ‌های قیمتی تزئین شده و ممکن است فقط زینتی باشد یا گاهی به عنوان مدال و درجه به کار می‌رود.
اولین سنجاق سینه شناخته شده از عصر برنز است. سنجاق سینه در تاریخ‌شناسی یکی از شاخص‌های مهم زمانی است.

## نگارخانه

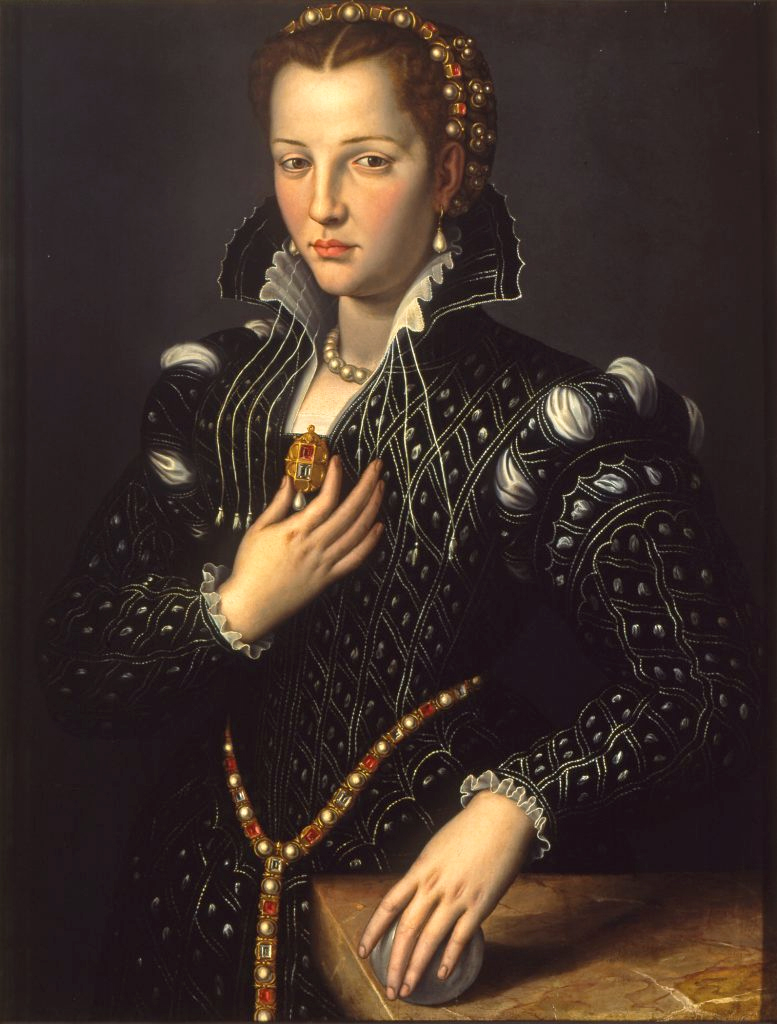
پرتره Lucrezia de' Medici به همراه سنجاق سینه، دهه ۱۵۶۰
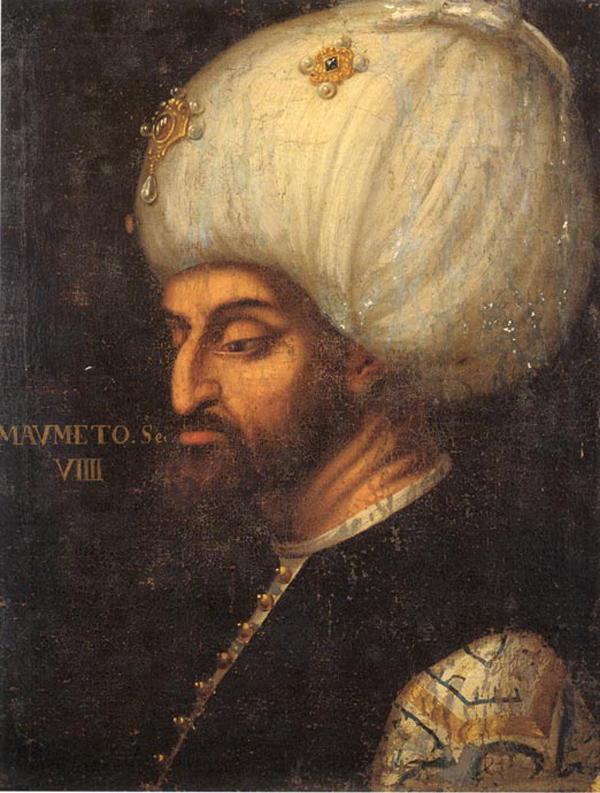
پرتره محمد دوم (۱۵۲۸-۱۵۸۸)
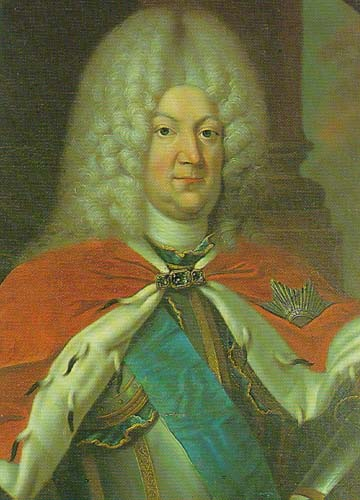
پرتره Karl Leopold, Duke of Mecklenburg-Schwerin به همراه سنجاق سینه (۱۶۷۸-۱۷۴۷)
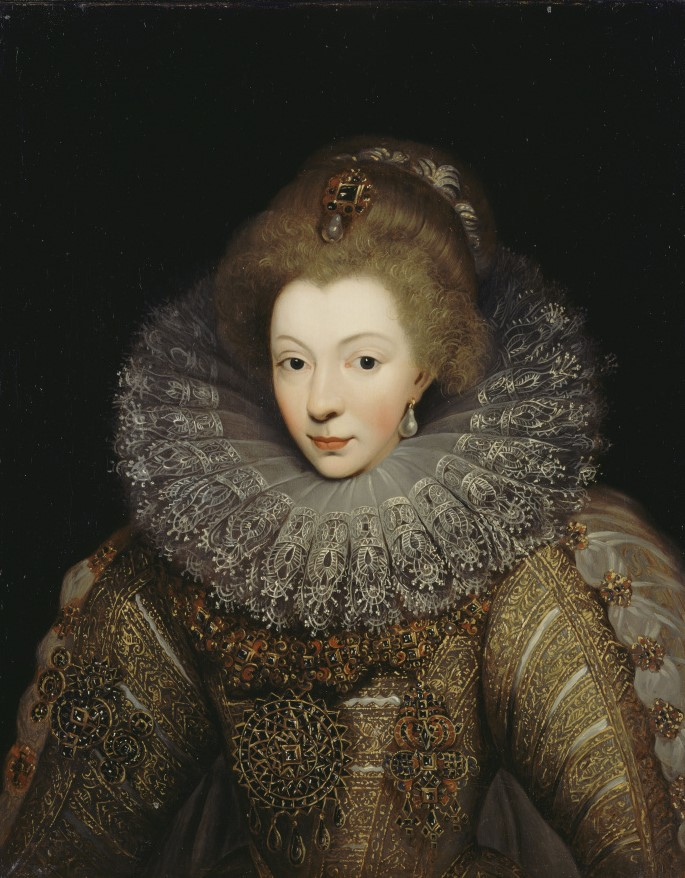
پرتره Catherine de Bourbon به همراه سنجاق سینه سر
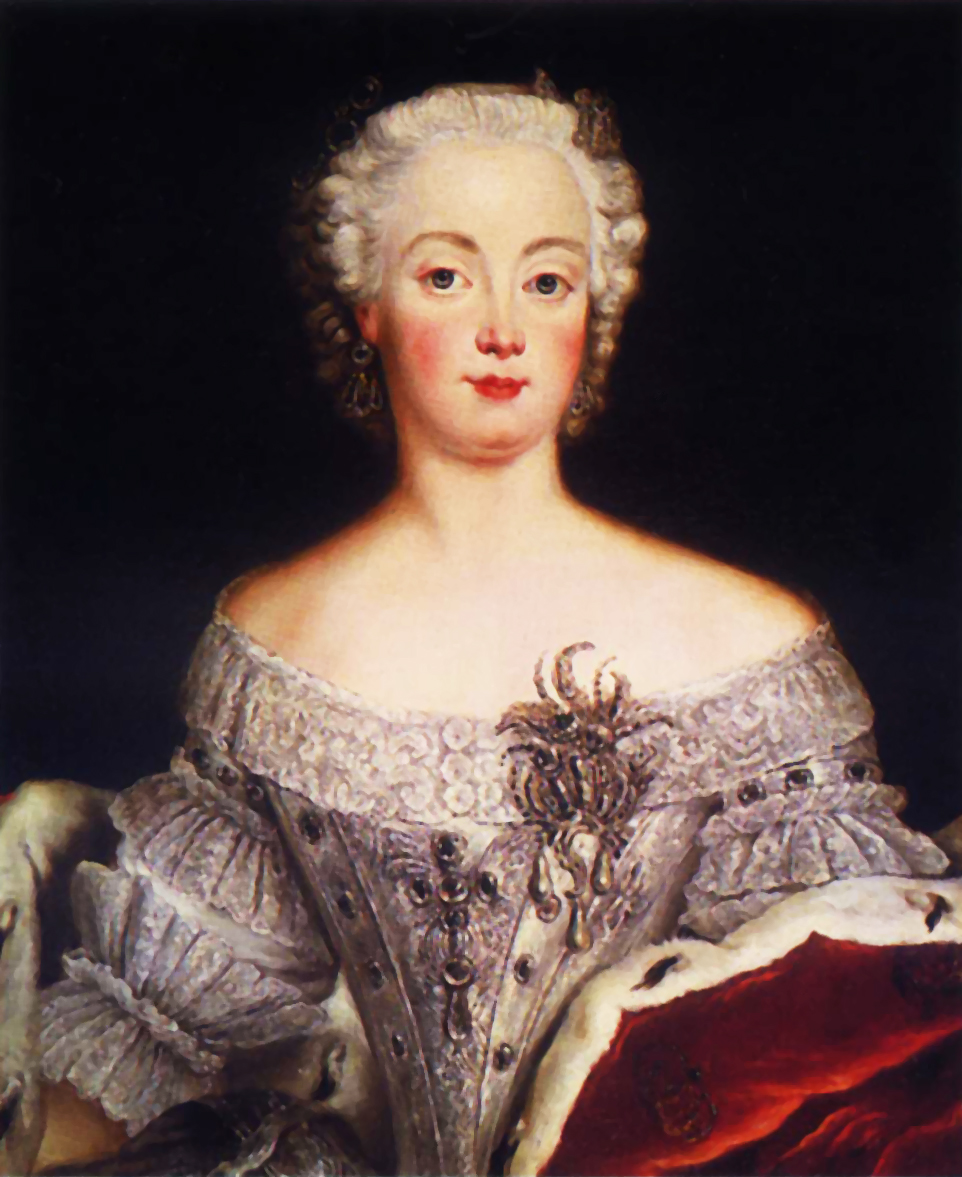
پرتره Elisabeth Christine of Brunswick-Wolfenbüttel-Bevern به همراه سنجاق سینه، دهه ۱۷۴۰
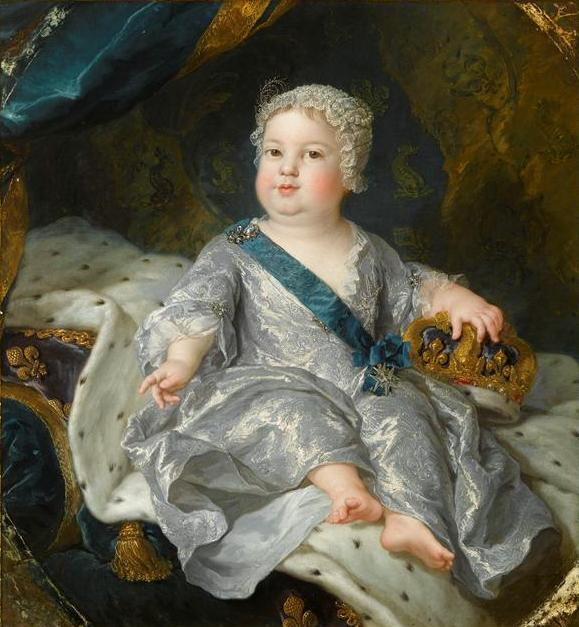
Louis, Dauphin of France (1729–1765) as a newborn, به همراه سنجاق سینه
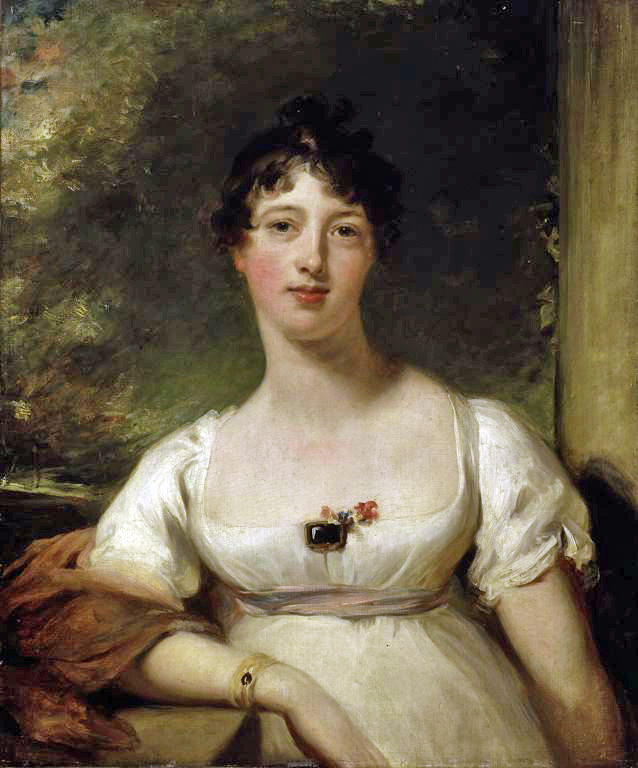
Anna Maria Dashwood by Sir تامس لاورنس، ح. ۱۸۰۵
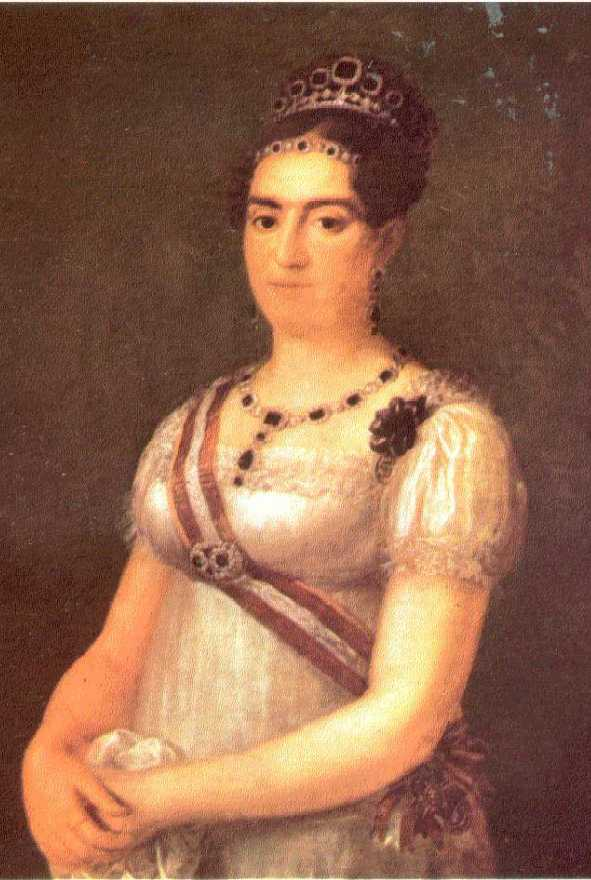
پرتره Infanta Maria Francisca of Portugal به همراه سنجاق سینه، سده ۱۹ام میلادی
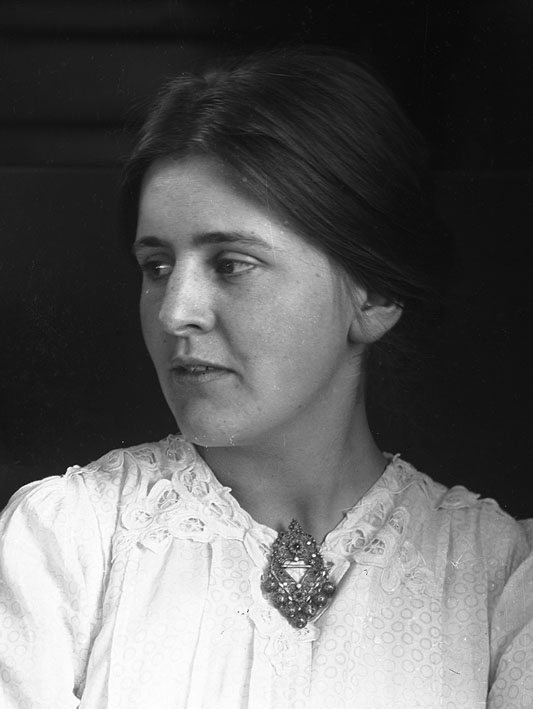
پرتره Dorothea Maetzel-Johannsen (۱۸۸۶-۱۹۳۰) به همراه سنجاق سینه